# Condado de Lincoln (Kansas)
O Condado de Lincoln é um dos 105 condados do estado americano de Kansas. A sede do condado é Lincoln Center, e sua maior cidade é Lincoln Center. O condado possui uma área de 1 865 km² (dos quais 3 km² estão cobertos por água), uma população de 3 578 habitantes, e uma densidade populacional de 2 hab/km² (segundo o censo nacional de 2000). O condado foi fundado em 26 de fevereiro de 1867.